# Суворовка (Нижегородська область)
Суворовка - село в Починківському районі Нижньогородської області Росії. Входить до складу Ризоватівської сільради.

## Географія
Село знаходиться в південно-східній частині Нижньогородської області, в зоні хвойно-широколистяних лісів, на південь від автодороги 22Н-3503, на північ від річки Алатир, на відстані приблизно 17 кілометрів (по прямій) на північний захід від села Починки (адміністративного центру району). Абсолютна висота — 127 метрів над рівнем моря.
Клімат
Клімат характеризується як помірно континентальний, вологий, з помірно суворою сніжною зимою і теплим літом. Середньорічна температура — 3,6 °C. Середня температура повітря найтеплішого місяця (липня) — 20 — 22 °C; найхолоднішого (січня) — −11,5 °C. Середньорічна кількість атмосферних опадів становить 450—500 мм.

## Населення
| 2002 | 2010 |
| ---- | ---- |
| 10   | ↘2   |

Національний склад
Згідно з результатами перепису 2002 року у національній структурі населення росіяни становили 100 %.